# Jefferson County, Wisconsin
Jefferson County är ett administrativt område i delstaten Wisconsin, USA, med 83 686 invånare. Den administrativa huvudorten (county seat) är Jefferson.

## Geografi
Enligt United States Census Bureau har countyt en total area på 1 509 km². 1 442 km² av den arean är land och 67 km² är vatten.

### Angränsande countyn
- Dodge County - nord
- Waukesha County - öst
- Walworth County - sydost
- Rock County - sydväst
- Dane County - väst